# Australian Championships 1956
Die 44. Australian Championships waren ein Tennis-Rasenplatzturnier der Klasse Grand Slam, das von der ILTF veranstaltet wurde. Es fand vom 20. bis 30. Januar 1956 in Brisbane, Australien statt.
Titelverteidiger im Einzel waren Ken Rosewall bei den Herren sowie Beryl Penrose bei den Damen. Im Herrendoppel waren Vic Seixas und Tony Trabert, im Damendoppel Mary Hawton und Beryl Penrose die Titelverteidiger. Im Mixed waren Thelma Long und George Worthington die Titelverteidiger.

## Herreneinzel
| Nr. | Spieler      | Erreichte Runde |
| --- | ------------ | --------------- |
| 01. | Lew Hoad     | Sieg            |
| 02. | Ken Rosewall | Finale          |
| 03. | Herbert Flam | Halbfinale      |
| 04. | Gilbert Shea | Viertelfinale   |

| Nr. | Spieler       | Erreichte Runde |
| --- | ------------- | --------------- |
| 05. | Ashley Cooper | Viertelfinale   |
| 06. | Neale Fraser  | Halbfinale      |
| 07. | Mervyn Rose   | Viertelfinale   |
| 08. | Mal Anderson  | Viertelfinale   |

## Dameneinzel
| Nr. | Spielerin     | Erreichte Runde |
| --- | ------------- | --------------- |
| 01. | Mary Hawton   | Halbfinale      |
| 02. | Mary Carter   | Sieg            |
| 03. | Beryl Penrose | Viertelfinale   |
| 04. | Fay Muller    | Viertelfinale   |

| Nr. | Spielerin        | Erreichte Runde |
| --- | ---------------- | --------------- |
| 05. | Thelma Long      | Finale          |
| 06. | Daphne Seeney    | Halbfinale      |
| 07. | Loris Nichols    | Viertelfinale   |
| 08. | Lorraine Coghlan | Viertelfinale   |

## Damendoppel
| Nr. | Paarung                   | Erreichte Runde |
| --- | ------------------------- | --------------- |
| 01. | Mary Hawton Thelma Long   | Sieg            |
| 02. | Mary Carter Beryl Penrose | Finale          |
| 03. | Nell Hopman Gwen Thiele   | Halbfinale      |
| 04. | Fay Muller Daphne Seeney  | Halbfinale      |